# Thomas Jaeschke
Thomas John Jaeschke (Wheaton, 4 settembre 1993) è un pallavolista statunitense, schiacciatore del Galatasaray.

## Carriera

### Club
La carriera di Thomas Jaeschke inizia nella squadra della sua scuola, la Wheaton Warrenville South High School. Al termine delle scuole superiori, gioca anche a livello universitario, entrando a far parte della formazione della Loyola Chicago, nella NCAA Division I: nel 2013 aiuta i Ramblers a raggiungere per la prima volta nella loro storia una Final four per poi vincere il titolo sia nel 2014 che nel 2015; le sue prestazioni sono inoltre impreziosite da diversi riconoscimenti individuali, tra i quali spicca quello di National Player of the Year.
Nel campionato 2022-23 approda nella Chinese Volleyball Super League, dove conquista lo scudetto col Beijing; conclusi gli impegni in Cina, viene ingaggiato dall'Halkbank per il resto dell'annata, aggiudicandosi la Coppa di Turchia (nella quale viene premiato come MVP) e il premio come miglior schiacciatore dell'Efeler Ligi. Nel campionato seguente gioca nella V.League Division 1 giapponese con i Panasonic Panthers (in seguito Osaka Bluteon), vincendo una Coppa dell'Imperatore.
Torna poi nella massima divisione turca nella stagione 2025-26, questa volta indossando la casacca del Galatasaray.

### Nazionale
Nell'estate del 2015, dopo aver inoltre fatto parte della selezione Under-21 in occasione del campionato mondiale 2013, fa il suo debutto nella nazionale statunitense maggiore aggiudicandosi la medaglia d'argento alla NORCECA Champions Cup e quella di bronzo alla World League.
Conquista la medaglia di bronzo ai Giochi della XXXI Olimpiade e quella d'oro al campionato nordamericano 2017, seguite dall'argento alla Volleyball Nations League 2019 e dal bronzo alla Coppa del Mondo 2019. Nel 2023 vince l'argento alla Volleyball Nations League e l'oro al campionato nordamericano e alla Coppa del Mondo.
Nel 2024 mette al collo il bronzo ai Giochi della XXXIII Olimpiade.

## Palmarès

### Club
- NCAA Division I: 2

2014, 2015
- Campionato cinese: 1

2022-23
- Coppa di Turchia: 1

2022-23
- Coppa dell'Imperatore: 1

2023

### Nazionale (competizioni minori)
- NORCECA Champions Cup 2015

### Premi individuali
- 2014 - All-America First Team
- 2014 - NCAA Division I: Chicago National All-Tournament Team
- 2015 - National Player of the Year
- 2015 - All-America First Team
- 2015 - NCAA Division I: Stanford National All-Tournament Team
- 2023 - Coppa di Turchia: MVP
- 2023 - Efeler Ligi: Miglior schiacciatore
- 2024 - V.League Division 1: Miglior spirito combattivo
- 2024 - V.League Division 1: Sestetto ideale